# Ilha de Arouça
A Ilha de Arouça ou A Ilha de Arousa (em galego, A Illa de Arousa, em castelhano, Isla de Arosa) é uma ilha e município da Espanha, comunidade autónoma da Galiza, situada no interior da Ria de Arousa. Alberga uma comunidade primordial de pescadores e actualmente a sua economia é diversificada. Na actualidade está unida por uma ponte de 2 km ao continente, desde o 14 de setembro de 1985. Esta vila tornou-se independente de Vilanova de Arousa, no ano 1996.

## Climatologia
A precipitação ocorre no inverno e no outono e, em menor quantidade, na primavera. No verão, as precipitações são inferiores a 0 mm. Em todo o ano, ocorrem mais de 1.000 mm de chuvas, e, raramente, neva, no inverno, sendo a última vez no ano de 1985. As temperaturas médias de inverno são de 10° e, no verão, de 21,5°, com máximas de 40°, em agosto.

## História e Urbanismo
Na ilha de Arousa existem vestígios neolíticos, como vários dólmens (meia dúzia localizados), um cromeleque ou círculo lítico, uma necrópole, vestígios pré-romanos e um castro paleo-romano.
Na Idade Média, no século IX foi cedida por Afonso III a Santiago de Compostela, e no século XIII recebeu um foro do rei Afonso VIII de Galiza e Leão, que modelou o traçado de um castelo/torre que hoje se chama A Torre, mencionada por Martín Sarmiento.

### Rueiros
Há na ilha pequenos rueiros (ruas) que compõem a vila:
- As Aceñas
- As Laxes
- O Lagartiño
- O Outeiro
- O Cabodeiro
- A Torre
- O Cantiño
- O Monte
- O Campo
- Pedraserrada
- A Abilheira
- Gradín
- O Charco
- O Regueiro
- Quilma
- Testos
- Os Carballos
- O Espiño

### Portos e passeios
Este concelho tem quatro portos:
- Xufre, que é onde se comercializa o marisco e o peixe;
- Cabodeiro;
- Naval;
- Campo;

Há três passeios marítimos: o do Campo, o do Cantinho e o que vai do IGAFA (Instituto Galego de Formación en Acuicultura) á Area da Secada. É também de interesse turístico o Farol de Punta Cabalo, luz que guiava os barcos de peregrinos jacobinos.

### Lugares da Ilha de Arousa
O concelho de A illa de Arousa inclui os territórios da ilha maior com o mesmo nome (A Arousa) e dois ilhéus, Guidoiros e Areoso, hoje desabitados mas com vestígios arqueológicos.
A ilha tem uma única freguesia, também chamada Ilha de Arousa ou San Xulián/Xiao (Gião) da Ilha de Arousa.
Para uma lista completa de todos os lugares do concelho da Ilha de Arousa, ver: Lugares da Illa de Arousa. Alguns especialmente significativos são:
- Praza do Regueiro
- Porto do Xufre
- O Con do Forno
- Parque do Carreiróm (forma parte do Complexo Intermareal Umia-O Grove)
- Casa do Concelho
- O Campo
- Igrexa e A Torre

Algumas das suas praias são A Area da Secada, A Lavanqueira, O Vao, Camaxe, a praia do Carreirón, Espinheiro e O Cabodeiro.

## Centros educacionais
Na ilha existe um centro de educação pré-escolar charter (Colexio Sorrisos e Lágrimas), outro público (A Galiña Azul), uma escola primária (CEIP Torre) e uma escola secundária (IES illa de Arousa) reconhecida com vários prémios a nível galego de "makers" e robótica.
No domínio da formação profissional, realizam-se cursos de verão de universidades galegas como a USC na Arousa, uma universidade popular das duas galegas que persistem, e alberga o Instituto Galego de Formação Aquícola.
A Escola Oficial de Línguas da comarca do Salnés situa-se a 12 km, no vizinho concelho de Vila Garcia de Arousa.

## Cultura
Em Arousa existiu uma das primeiras fábricas de salga e conservas de peixe e marisco, existindo hoje um museu e centro de interpretação com visitas guiadas, tour online e realidade virtual in situ.
A Asociación Cultural Dorna da Arousa, que levou o nome das dornas, barcos típicos das Rías Baixas, promoveu a publicação da Revista Dorna, uma das mais importantes publicações de poesia galega, editada pela Universidade de Santiago de Compostela a partir do segundo número 

### Festas tradicionais
- Festa do Patrón: a 7 de janeiro relativa a São Xuliám. Duram três dias, depois da festa de Reis.
- Entroido: O entroido, entrudo ou carnaval é uma das celebrações mais importantes na Arousa, há muito tempo. Atualmente, acode muita gente dos arredores, especialmente o Luns de Entroido (2ª de Carnaval).
- Festas do Carme: As festas do verão duram cinco ou seis dias, dedicados aos "quintos", a São Ramóm, São Roque, Santo António, e à Virxem do Carme (Nossa Senhora do Carmo). O dia do Carme é sempre um sábado, e celebra-se normalmente em finais de julho, variando a data para coincidir com marés vivas, pois é com maré alta que se celebra a processão marítima em que participam centos de embarcações levando a arousáns e visitantes.

### Festas Gastronómicas
- Festa da Navalha, a 27 de julho
- Festa do Mexilhóm, no 1º domingo de agosto.
- Festa do Polvo, em outubro.

### Festivais de música e cinema
No último meio século, realizaram-se na ilha festivais de música e audiovisual como o Arosa Folk, Alén Rock, ArousaVisual, O Mar nunha Flor, Homenaxe a Benedicto (festival para homenagear o compositor Benedicto Garcia), Cultura nos Cons, Atlantic Fest e festival Raíz (para comemorar os 25 anos do concelho independente).
Na Arousa existiam dois cinemas, que encerraram no final do século XX, e salas municipais, que acolhem projetam ciclos de cinema e maioritariamente filmes galegos. Foi também o cenário de inúmeros curtas, filmes e séries de televisão.

## Desporto
Na Ilha de Arousa, existe uma rica tradição de desporto, com clubes de várias disciplinas que tiveram sucesso tanto a nível local quanto internacional. Em futebol, o Céltiga Fútbol Club foi fundado em 1926, e refundado após a guerra civil na segunda parte do século XX. Ao longo da sua história, conseguiu manter-se como um clube competitivo, representando a Ilha de Arousa em competições a nível galego. O basquetebol é representado por dois clubes na Ilha de Arousa: o C. B. Dorna, fundado na década de 1980, e o C. B. Illa de Arousa, na década de 2010. O clube de ginástica rítmica da Ilha (C. X. R. Arousa) criou-se no ano 2000 e destacou em competições galegas e estatais. O Clube de Canoagem da Ilha foi fundado em 1981 e tem um longo histórico de sucesso, ganhando em 1995 o Campionato de Espanha de Clubes, e conquistas que incluem títulos a nível europeu e mundial. A tradição de canoagem na ilha reflete a forte conexão da comunidade com o mar e os desportos aquáticos.

## Galeria de images

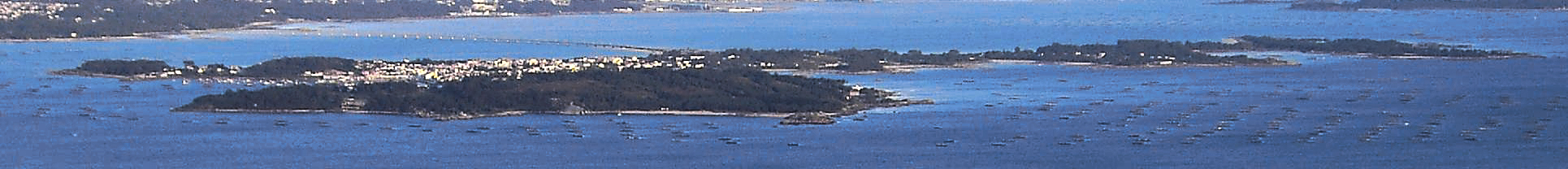

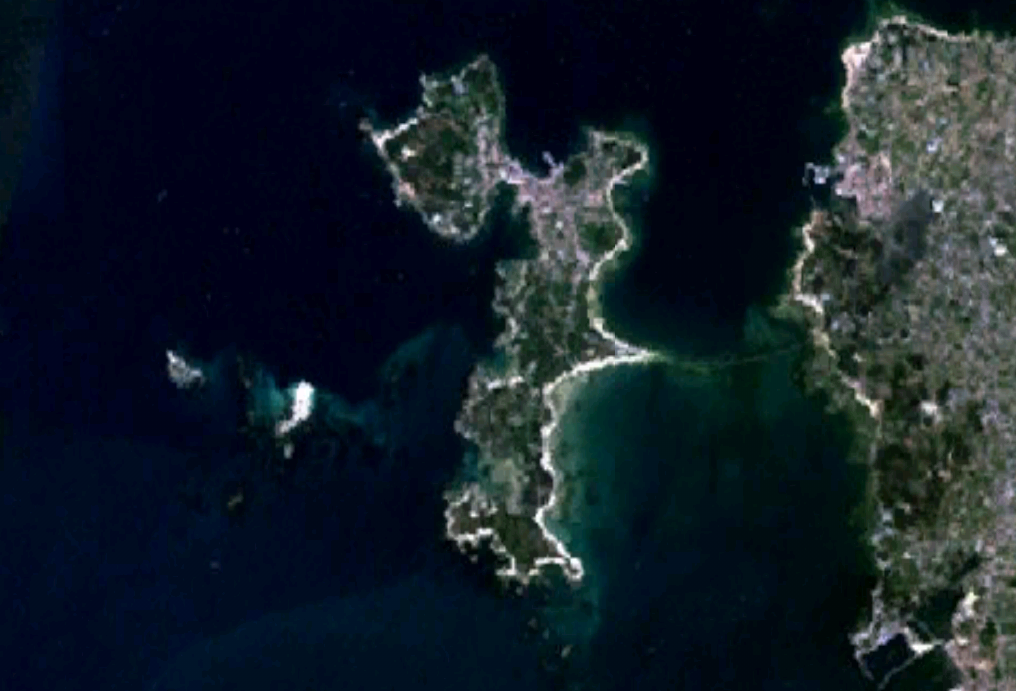
Fotografia de satélite dos dois ilhéus (Guidoiros e Areoso) e da ilha Arousa, arquipélago que integra o território municipal.
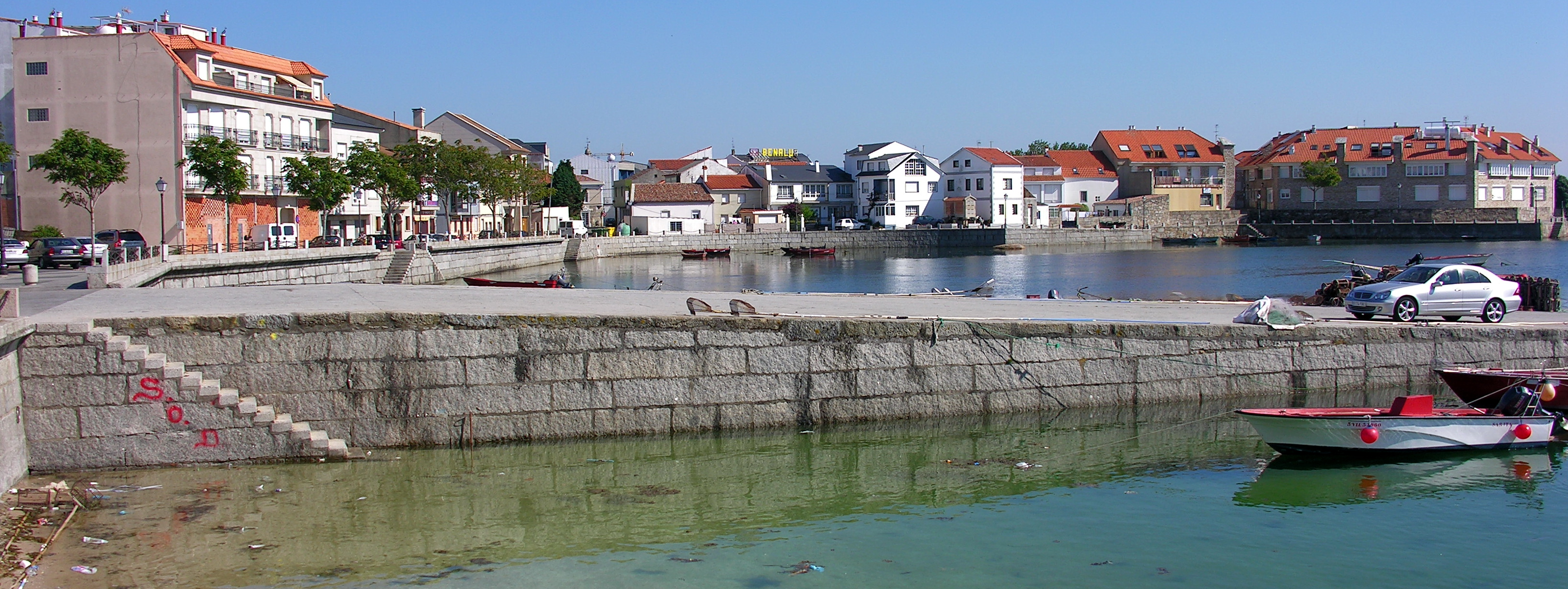
O porto de O Campo.
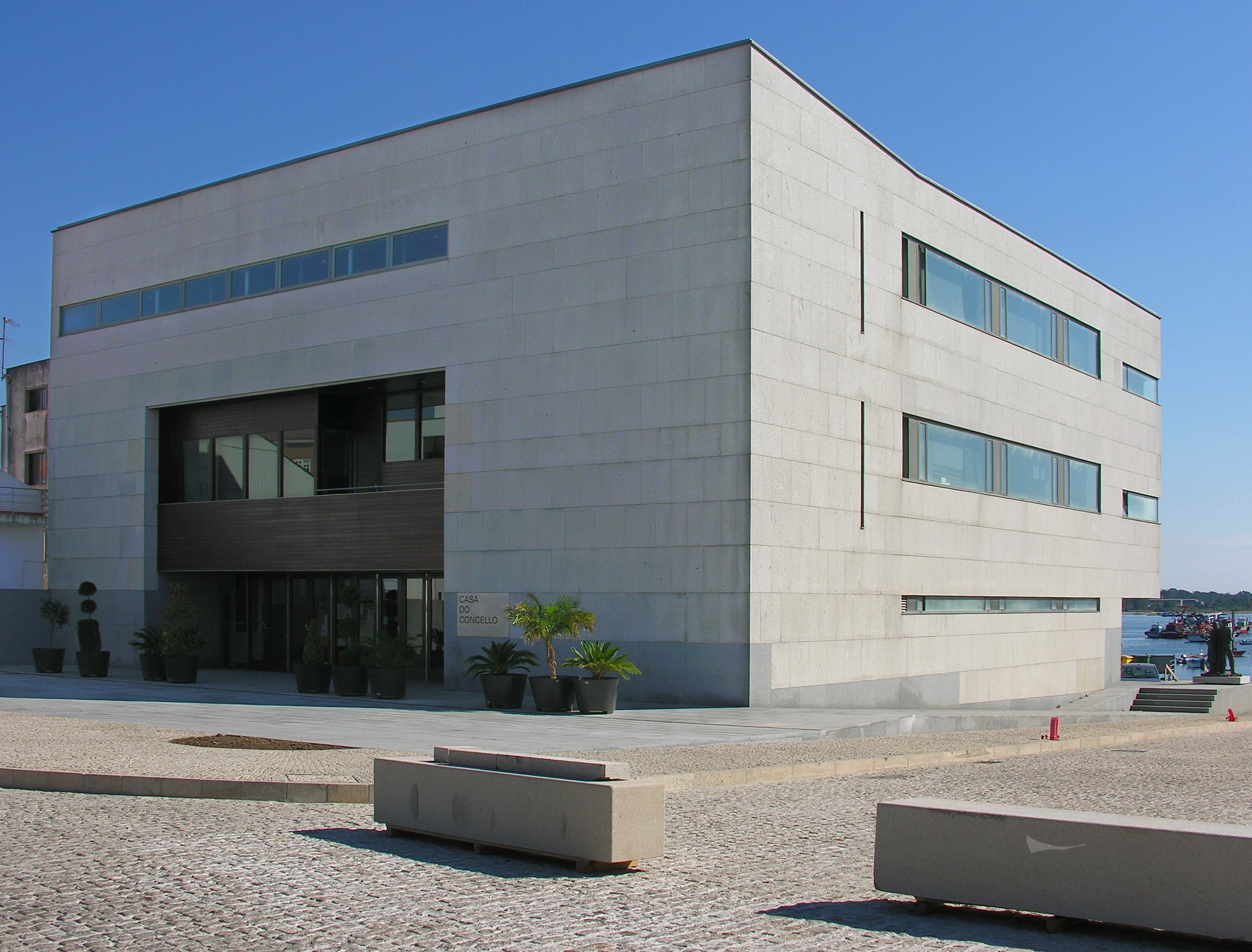
'Casa do Concello'.
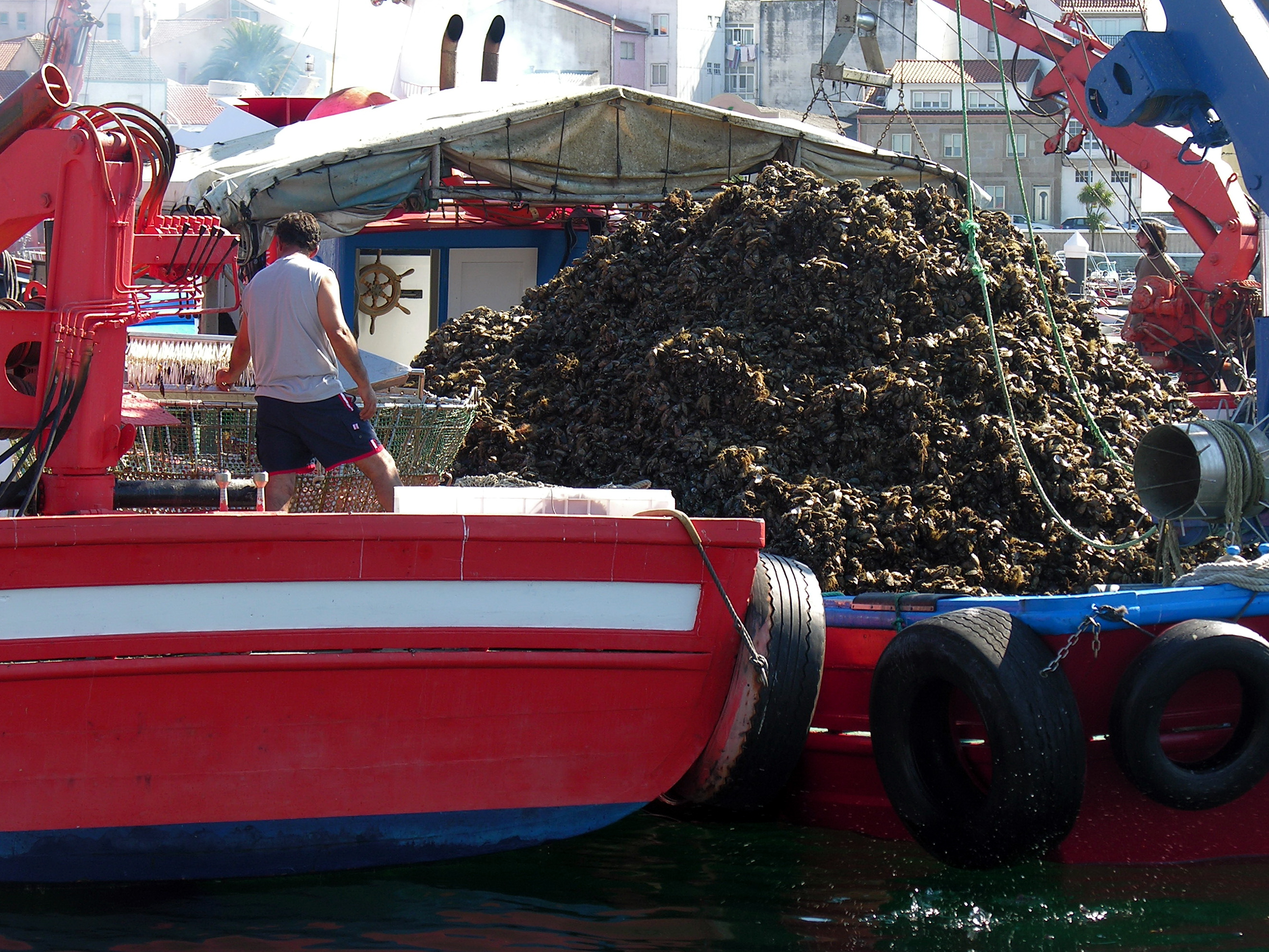
Descarregando mexilhão.